# Rhabdomastix (Rhabdomastix) borealis
Rhabdomastix (Rhabdomastix) borealis is een tweevleugelige uit de familie steltmuggen (Limoniidae). De soort komt voor in het Palearctisch en Nearctisch gebied.